# ブリューワー・ドブソン循環

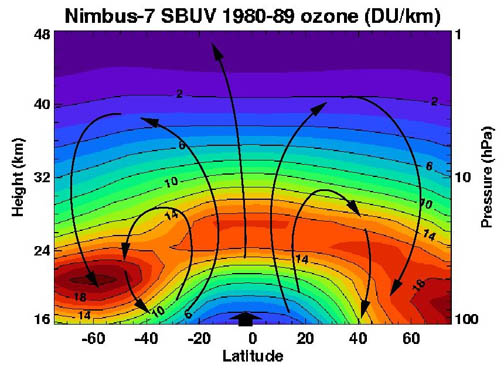
年平均のブリューワー・ドブソン循環。左目盛りは高度、下目盛りは緯度（-は南緯）、色はオゾン濃度。

ブリューワー・ドブソン循環（ブリューワー・ドブソンじゅんかん、Brewer-Dobson circulation）とは、成層圏下部で起こる大気循環のことである。成層圏循環、成層圏子午面循環、子午面循環などともいう。

## 概要
赤道付近の緯度の対流圏界面付近から、南北両半球の中緯度に向かって流れる。また、南北両極から中緯度に向かってもう1つの流れがある。高度10キロメートルから30キロメートル付近で起こっている。熱帯上空で生成されたオゾンを極に輸送していると考えられている。
ただし、夏になっている極の上空では上昇流、冬になっている極の上空では下降流を伴い、それぞれ中層大気の冬半球向き循環とつながっている。
アラン・ブリューワーが1949年に水蒸気の移動パターンから、ゴードン・ドブソンが1956年にオゾンの移動パターンから、それぞれ発見した。この2人の頭文字をとって、「BD循環」とも呼ばれている。